# Clem Ohameze
Clem Ohameze (Port Harcourt, 27 de junio de 1965) es un actor y político nigeriano cuya carrera inició en 1995. Obtuvo reconocimiento en su país luego de su actuación en el largometraje End Time y a partir de entonces ha registrado apariciones en cientos de películas nigerianas.

## Carrera
Ohameze nació en 1965 en Port Harcourt. Después de realizar estudios universitarios en antropología y sociología, decidió iniciar una carrera en la actuación, debutando a mediados de la década de 1990 y logrando reconocimiento en su país con su actuación protagónica en el filme End Time. Entre 2006 y 2010 hizo una pausa en su carrera actoral para dedicarse a la política. Se presentó como candidato para la Cámara de Representantes de Nigeria por el Partido Democrático Popular pero debió abandonar su aspiración luego de algunos incidentes violentos que pusieron su vida en peligro. En su regreso a la pantalla grande integró el reparto de la exitosa película Ijé al lado de Genevieve Nnaji y Omotola Jalade Ekeinde.